# ماركو مينجوني لايف
قالب:Album
Marco Mengoni Live هو الألبوم  الثاني للمطرب الإيطالي ماركو مينجوني ، والذي تم إصداره في 25 نوفمبر 2016 بواسطة Sony Music .

## وصف
يحتوي على قائمة الأغاني الكاملة لجولة Mengoni Live 2016 على قرصين مضغوطين و DVD واحد ، ويتألف من الأغاني المأخوذة من ألبومات استوديو Mengoni المتنوعة. يحتوي القرص الأول أيضًا على خمسة مسارات غير منشورة ، بما في ذلك الأغنية المنفردة Sai che ،  ونسخة جديدة من Ad Occhi chiusi تم تسجيلها كثنائي مع المطرب البريطاني بالوما فيث . 

## المسارات

### قرص مضغوط
القرص المضغوط 1 - لم يتم نشره + الجزء المباشر 1
القرص المضغوط 2 - الجزء المباشر 2

## تكوين

### غير منشورة
- ماركو مينجوني - أداء-* ، برمجة ، إيقاع ، كاجون
- تيم بيرس - جيتار كهربائي ، جيتار أكوستيك
- أليكس أليساندروني جونيور - بيانو ، لوحة مفاتيح ، فندر رودس ، كلافينيت
- Michele Canova Iorfida - مركب صوتيات ، مركب صوتيات معياري ، برمجة ، موالفة باس

### لايف
- ماركو مينجوني - غناء
- بيتر كورناكيا - الغيتار الكهربائي ، الغيتار الصوتي
- أليساندرو دي كريسينزو - جيتار كهربائي
- جيوفاني بالوتي - باس
- جيانلوكا بالارين - بيانو ، لوحة مفاتيح ، مركب صوتيات ، جهاز هاموند ، فندر رودس ، برمجة ، منظم
- Davide Sollazzi - طبول ، إيقاع
- إيفون بارك ، باربرا كومي - غناء داعم
- فرانشيسكو مينوتيللو - البوق
- فيديريكو بيرانتوني - الترومبون
- ماتيا دالا بوزا - ساكسفون

## التصنيفات

### التصنيفات الاسبوعية
| الترتيب (2016) | موضع </br> أقصى |
| -------------- | --------------- |
| إيطاليا        | 1               |

### تصنيفات نهاية العام
| تصنيف (2016) | مكانة |
| ------------ | ----- |
| إيطاليا      | 15    |
| تصنيف (2017) | مكانة |
| إيطاليا      | 65    |

## ملحوظة
1. ↑  "Marco Mengoni, "Sai che" apre la strada a "Marco Mengoni Live"". 10 ottobre 2016. مؤرشف من الأصل في 2022-01-22. {{استشهاد ويب}}: تحقق من التاريخ في: |تاريخ= (مساعدة)
2. ↑  "Marco Mengoni live, dal 25 novembre l'album dal vivo: il video". 24 novembre 2016. مؤرشف من الأصل في 2019-02-08. {{استشهاد ويب}}: تحقق من التاريخ في: |تاريخ= (مساعدة)
3. ↑  "Classifica settimanale WK 48 (dal 2016-11-25 al 2016-12-01)". مؤرشف من الأصل في 2019-02-03.
4. ↑  "Classifica annuale 2016 (dal 01.01.2016 al 29.12.2016)". مؤرشف من الأصل في 2023-02-17.
5. ↑  "Classifica annuale 2017 (dal 30.12.2016 al 28.12.2017)". مؤرشف من الأصل في 2023-02-17.